# Nádraží v centru
Občanská koalice Nádraží v centru byla koalice několika občanských sdružení, politických, lidskoprávních i ekologických subjektů, která měla za cíl prosadit zachování a modernizaci brněnského hlavního nádraží v současné poloze, tj. na okraji historického centra města při ulici Nádražní.

## Založení
Občanská koalice Nádraží v centru byla založena na přelomu let 2003–2004 jako široká platforma občanského odporu proti připravovanému záměru vymístění osobního vlakového nádraží z polohy v centru do polohy cca 900 metrů jižně od centra.
V březnu 2003 koalice zveřejnila záměr vyvolat v Brně referendum (dle zákona o místním referendu) o poloze vlakového nádraží. Postupně se k petici za referendum přidalo do konce června 2003 cca 25 000 brněnských občanů. Magistrát města Brna poté dle zákona referendum musel vyhlásit. 

## Referendum (první)
Referendum se uskutečnilo v sobotu 9. října 2004 od 8 do 16 hodin o otázce „Souhlasíte s tím, aby město Brno v samostatné působnosti podniklo všechny kroky k modernizaci železniční stanice Brno-hlavní nádraží ve stávající poloze podél ulice Nádražní?“ Při účasti 24,9 % oprávněných voličů se 86 % z nich vyslovilo pro modernizaci a zachování nádraží v centru. Protože zákon o obecním referendu v té době požadoval pro platnost referenda účast 50 % voličů (později sníženo na 35%), nebyly výsledky referenda právně platné a brněnská komunální koalice (ODS, KDU-ČSL) neuznala ani v politické rovině výsledky referenda za relevantní. Naopak brněnská radnice (ODS, KDU-ČSL) vyzývala zastánce odsunu nádraží k neúčasti při referendu – aby výsledky referenda nebyly právně závazné.[zdroj?]

## Komunální volby 2006
V komunálních volbách 2006 dosáhly strany podporující zachování nádraží v centru (SZ a Brno 2006, Tým Jiřího Zlatušky) dohromady  20,83 % a utvořily spolu s KDU-ČSL a ČSSD koalici. Město si nechalo v roce 2007 vypracovat multikriteriální analýzu porovnávající obě varianty nádraží, z níž z hlediska cestujících a urbanismu vyšla lépe varianta občanské koalice Nádraží v Centru.
Rozsudek Krajského soudu z prosince 2008 zrušil územní rozhodnutí pro přestavbu nádraží v odsunuté poloze. Město i v roce 2009 pokračovalo v přípravách projektu odsunu nádraží.

## Referendum (druhé)
V průběhu roku 2013 inspirovaly změny zákona o místním referendu občanské aktivisty v čele s Jakubem Patočkou k tomu, aby pod hlavičkou aliance Referendum 2014 (později Referendum 2016) zahájili kroky k vypsání nového referenda. Iniciátoři přitom vycházeli z přesvědčení, že odpor občanů k výrazné změně polohy nezeslábl a možná naopak i posílil. Snížení povinného kvóra z 50 na 35 procent podle nich značně zvýšilo naději na úspěch. Dalším podnětem byl předcházející úspěch místního referenda ve věci výstavby obchodního centra v Plzni. Občanská koalice nejprve vyzvala ještě po polovině roku 2013 primátora Onderku a vedení města, aby sami vyhlásili nové referendum a ověřili skutečnou vůli občanů. Když jim město vstříc nevyšlo, zahájili sběr podpisů potřebných pro iniciaci referenda z vůle obyvatel.
Dne 31. července bylo ohlášeno shromáždění potřebného počtu podpisů a následující den, 1. srpna 2013, odevzdali iniciátoři v podatelně brněnského magistrátu 21 083 podpisů s výzvou zastupitelstvu města, aby vyhlásilo referendum v termínu komunálních voleb, jejichž datum již tehdy bylo stanoveno na dny 10. a 11. října 2014. Upozornili také, že opakovaná judikatura Nejvyššího správního soudu zavazuje samosprávy k tomu, aby referenda vyhlašovaly spolu s termínem voleb, je-li to technicky možné.
Oproti jedné otázce z prvního referenda přibyla v novém návrhu ještě druhá otázka v podobě návrhu zavázat vedení města, aby hledalo nejlepší řešení cestou návrhové (dopravně-urbanistické a dopravně-architektonické) soutěže, jako to bývá v podobných případech častou praxí v zahraničí. Obě otázky nového referenda tak zněly:
1. Souhlasíte s tím, aby město Brno podniklo bezodkladně všechny kroky v samostatné působnosti k modernizaci železniční stanice „Brno hlavní nádraží“ v dosavadní poloze podél ulice Nádražní?
2. Souhlasíte s tím, aby město Brno podniklo bezodkladně všechny kroky v samostatné působnosti s cílem prosadit, aby se nejlepší řešení modernizace železniční stanice „Brno hlavní nádraží“ určilo prostřednictvím soustavy otevřených návrhových soutěží?

Po časových průtazích spojených se zpochybňováním platnosti některých sesbíraných podpisů a po několika zásazích Krajského soudu v Brně bylo nakonec toto druhé referendum na základě vůle obyvatel s konečnou platností vyhlášeno a jako doba konání byly stanoveny dny 7. a 8. října 2016, kdy proběhlo společně s volbami do krajských zastupitelstev a jedné třetiny senátu. Ani toto referendum však nedosáhlo potřebné minimální účasti a není tedy platné.